# Guillaume Hoarau
Guillaume Hoarau (Saint-Louis, Illa de Reunió, 5 de març de 1984), és un jugador de futbol francès. Actualment juga al Paris Saint-Germain de la Ligue 1 com a davanter amb el dorsal 9.

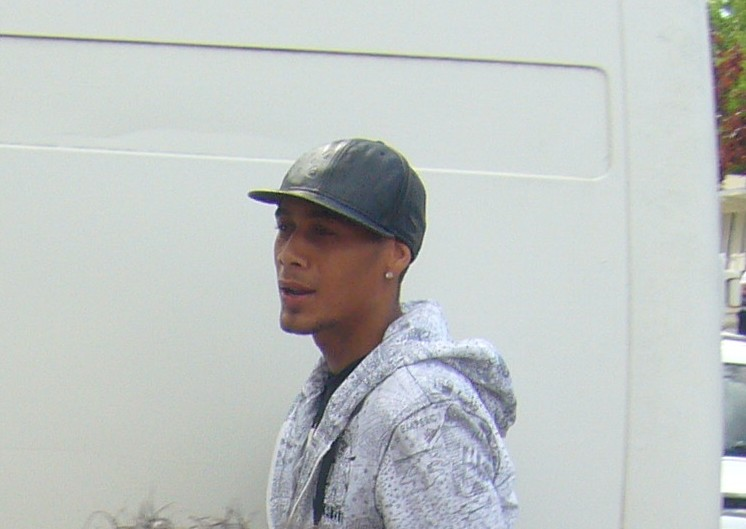
Guillaume Hoarau